# Ротор (Бішкек)
«Ротор» (кирг. Ротор) — киргизський футбольний клуб, який представляє Бішкек.

## Історія
В 1994 році ФК «Інструментальник» (Бішкек) та ФК «Сільмашивець» (Бішкек) злилися в один клуб, який отримав назву ФК «Ротор» (Бішкек), який розпочав свої виступи у вищій лізі чемпіонату Киргизстану та Кубку Киргизстану.
У своєму дебютному сезоні у Вищій лізі чемпіонату Киргизстану Ротор посів 9-те місце, а в національному кубку дійшов до 1/8 фіналу. У наступному сезоні в національному чемпіонаті клуб у зоні А посів 6-те місце та припинив боротьбу, натомість у групі, в якій визначалися команди, які вилетять з вищої ліги, Ротор здобув перемогу та уник вильоту. В національному кубку цього ж сезону клуб знову дійшов до 1/8 фіналу. У сезоні 1996 року в національному чемпіонаті клуб посів 6-те місце, а в Кубку — дійшов до 1/8 фіналу.

## Досягнення
- Топ-Ліга
  - 6-те місце (1): 1996

- Кубок Киргизстану
  - 1/8 фіналу (3): 1994, 1995, 1996

## Відомі футболісти
- Євгеній Алексеєв
- Айбек Алибаєв
- Рафаель Аміров
- Ренат Аміров
- Насретдін Аспауров
- Сергій Афанасьєв
- Бакит Бакбердінов
- Олександр Богомазов
- Юрій Глуховеров
- Василь Грищенко
- Гузов Сергій
- Амінбек Зайнидінов
- Віктор Залюбовський
- Адил Ібрагімов
- Олександр Іванов
- Едуард Конраді
- Валерій Кузнецов
- Дмитро Мельников
- Шах-Ісмаїл Мурадов
- Вагіф Мусаєв
- Олег Ненахов
- Ніязбек Ногойбаєв
- Мірлан Осмонов
- Сергій Пахомов
- Віталій Пироженко
- Олег Покатилов
- Сергій Попов
- Олександр Пшеченко
- Володимир Радченко
- Рахат уулу Тарієль
- Олександр Ревін
- Сергій Ріттер
- Олександр Розов
- Сергій Рудьковський
- Ільдар Сабірджанов
- Михайло Сиротін
- Т.Суйналієв
- Юрій Сутормін
- Ігор Ткаченко
- Віктор Толстолуцький
- Аскарбек Турсуналієв
- В'ячеслав Хамошин
- Віталій Харченко
- Дмитро Храмцов
- Валерій Чертов
- Ігор Шевчик
- Артем Щербина